# Sami Yli-Sirniö
Sami Yli-Sirniö (ur. 10 kwietnia 1972) – fiński gitarzysta, grający w takich zespołach: Waltari (Finlandia) oraz Kreator (Niemcy). Wystąpił także gościnnie na albumie A Deeper Kind of Slumber zespołu Tiamat (Szwecja).

## Wybrana dyskografia
- Waltari - Yeah! Yeah! Die! Die! - Death Metal Symphony In Deep C (1996, gościnnie gitara)
- Tiamat - A Deeper Kind of Slumber (1997, gościnnie sitar)
- Grip Inc. - Incorporated (2004, gościnnie sitar)
- Nightwish - Once (2004, gościnnie sitar)
- Samael - Solar Soul (2007, gościnnie sitar)
- Grazed - Dragonsneeze' (2010, gościnnie gitara)